# 24 uur: tussen leven en dood
24 uur: tussen leven en dood was een Nederlands televisieprogramma uit 2012 dat werd geproduceerd door Eyeworks voor RTL. Van de acht geplande afleveringen werd er slechts één uitgezonden. De enige aflevering werd vervroegd uitgezonden op 23 februari 2012. Oorspronkelijk was de startdatum van de serie 7 maart 2012.

## Werkwijze
De serie werd gedurende zestien dagen in januari en februari 2012 opgenomen in VU medisch centrum. Op de afdeling spoedeisende hulp waren 35 camera's opgehangen, waarvan de helft vast en de helft op afstand bestuurbaar. Maximaal twee camera's konden tegelijkertijd opnemen. In een regiekamer bestuurden twee medewerkers van Eyeworks de camera's en beoordeelden het aangeboden materiaal. Pas als de camera's al aan het opnemen waren, zou er toestemming worden gevraagd voor het filmen van de betreffende patiënten. Medewerkers van Eyeworks zouden dit in meerdere gevallen pas na de behandeling gedaan hebben. Volgens VUmc was het niet in alle gevallen mogelijk om patiënten vooraf al toestemming te vragen. Aan 215 patiënten werd op variabele momenten in de behandeling toestemming gevraagd voor uitzending, 150 daarvan gaven die toestemming. De patiënten werden ook na behandeling geïnterviewd.

## Commotie
Enkele weken voor de geplande eerste uitzending ontstond commotie over de gevolgde werkwijze. Mogelijk waren regels met betrekking tot privacy en de geheimhoudingsplicht voor medisch personeel geschonden. Nieuwsuur interviewde een man die pas bij vertrek uit het ziekenhuis door medewerkers van Eyeworks gevraagd was of de opnames die van zijn dochter waren gemaakt, uitgezonden mochten worden. In een poging een eind te maken aan de discussie, besloot RTL de eerste uitzending die gepland stond voor 7 maart 2012 reeds op 23 februari 2012 uit te zenden. Aan de patiënten werd nogmaals om toestemming gevraagd. In de uitzending van Nieuwsuur van diezelfde avond verdedigden VUmc en Eyeworks het programma, maar de volgende dag verzocht VUmc RTL de rest van de serie niet uit te zenden. Het verzoek werd direct ingewilligd. Na alle commotie om het programma besloten drie behandelde patiënten met hun advocaat Peter Plasman aangifte te doen tegen VUmc, de behandelend artsen en Eyeworks. Volgens velen is het beroepsgeheim van artsen geschonden door het buiten hun medeweten filmen van patiënten. Het VUmc besloot na alle ophef de regels omtrent het mediabeleid te herzien. VUmc en Eyeworks accepteerden in juni 2013 een schikking van 50.000 euro.